# الشياح (الرضمة)

تعديل مصدري - تعديل

الشياح هي إحدى قرى عزلة كحلان بمديرية الرضمة التابعة لمحافظة إب، بلغ تعداد سكانها 212 نسمة حسب تعداد اليمن لعام 2004.